# ریتوپک
ریتوپک (به صربی: Ritopek) یک منطقهٔ مسکونی در صربستان است. ریتوپک ۲٬۶۱۳ نفر جمعیت دارد.